# Краматорська ТЕЦ
Краматорська ТЕЦ — теплоелектроцентраль, розташована у місті Краматорську Донецької області.
Підприємство було початково засноване як теплоелектроцентраль Новокраматорського машинобудівного заводу у 1937 році. Встановлена потужність першої черги ТЕЦ на той час була 25 МВт. Під час другої світової війни відбулася евакуація частини обладнання, за час війни основні будівлі та споруди були зруйновані. Після війни ТЕЦ було поновлено. 1954–1957 рр. — будівництво II черги ТЕЦ з підвищенням встановленої потужності до 50 МВт. У 1972–1978 рр. — будівництво III черги Краматорської ТЕЦ із збільшенням встановленої потужності до 150 МВт. У 2006 році на базі ТЕЦ було створено ВАТ Краматорськтеплоенерго, засновниками якого є Краматорська міська рада та американська компанія ContourGlobal. Фактична сучасна потужність 120 МВт.
Протягом 2007—2009 було проведено повномасштабну реконструкцію і модернізацію основного і допоміжного обладнання Краматорської ТЕЦ. Інвестиції в ТЕЦ становили 20 млн дол. Старі парові котли радянського періоду було замінено новими високопродуктивними газощільними топками, що дало змогу замість імпортного природного газу перейти на використання іншого проектного енергоносія —- українського вугілля. Реконструкція котлів та інші поліпшення сприяли тому, що ККД котлів при роботі на твердому паливі збільшилося на 10 % до 86 %, а потужність ТЕЦ виросла на 60 %.
У березні 2018 року група E.CONNECT фіналізували придбання 60 % частки в ТОВ «Краматорськтеплоенерго» (м.Краматорськ, Україна), яка раніше належала міжнародному енергетичному холдингу ContourGlobal.
Партнером E.CONNECT в цьому проекті є муніципалітет міста Краматорськ, якому через Комунальне підприємство «Міст» належать інші 40 % в компанії. Операція була здійснена відповідно до Рішення Антимонопольного комітету України №23-р від 25 січня 2018 року на взаємовигідних для сторін умовах шляхом придбання E.CONNECT 100 % акцій компанії Hamachi Limited (Кіпр), якій в Україні крім ТОВ «Краматорськтеплоенерго» також належать частки в ПрАТ «Мега-ресурс» і ТОВ «Хамачі Україна».
ТОВ «Краматорськтеплоенерго» є оператором Краматорської ТЕЦ. Краматорська ТЕЦ — основне джерело теплопостачання міста Краматорська, забезпечує тепловою енергією споживачів різних категорій: більше 30 тис. домашніх господарств і 7 тис. підприємств, серед яких — ПрАТ «Новокраматорський Машинобудівний Завод», а також поставляє електроенергію на оптовий ринок електроенергії.
Протягом опалювального сезону 2017-2018 років група E.CONNECT здійснювала поставки вугілля-антрациту для Краматорської ТЕЦ, яка з березня 2017 р відчувала дефіцит палива внаслідок припинення поставок з тимчасово окупованих територій Донецької і Луганської областей.
Придбання ТОВ «Краматорськтеплоенерго» є частиною стратегії групи E.CONNECT по збільшенню присутності на українському енергетичному ринку. Група має намір продовжувати інвестування підприємства, вкладати кошти і докладати зусиль для його подальшої модернізації, поліпшення виробничих і екологічних показників роботи станції, для підвищення рівня заробітної плати співробітників.